# Sordaria macrospora
Sordaria macrospora är en svampart som beskrevs av Auersw. 1866. Sordaria macrospora ingår i släktet Sordaria och familjen Sordariaceae.  Arten är reproducerande i Sverige. Inga underarter finns listade i Catalogue of Life.